# Necrosi tubular aguda
La necrosi tubular aguda (NTA) és una condició mèdica que implica la necrosi de les cèl·lules tubulars epitelials que formen els túbuls renals dels ronyons. L'NTA es presenta com a lesió renal aguda i és una de les causes més freqüents d'insuficiència renal aguda. Les causes freqüents d'NTA inclouen la baixa pressió arterial i l'ús de fàrmacs nefrotòxics. La presència de "cilindres marrons fangosos" de cèl·lules epitelials en l'orina és patognomònica per a NTA. El maneig d'aquesta condició es basa en el tractament dels factors precipitants (hidratació, retirada de fàrmacs nefrotòxics). Com que les cèl·lules tubulars se substitueixen contínuament, la prognosi general de l'NTA és força bona si se'n corregeix la causa subjacent; i és probable que s'atenyi la recuperació en 7-21 dies.